# Kintana ocellata
Kintana ocellata är en fjärilsart som beskrevs av Sir George Hamilton Kenrick 1914. Kintana ocellata ingår i släktet Kintana och familjen tofsspinnare. Inga underarter finns listade i Catalogue of Life.